# EdX
Pour les articles homonymes, voir edX.
edX est une plateforme d'apprentissage en ligne (dite FLOT ou MOOC). Elle héberge et met à disposition des cours en ligne universitaires à travers le monde entier. Elle mène également des recherches sur l'apprentissage en ligne et la façon dont les utilisateurs utilisent celle-ci. Elle est à but lucratif mais la plateforme utilise un logiciel open source,.

## Historique
EdX a été fondée par le Massachusetts Institute of Technology et par l'université Harvard,, en mai 2012. En 2014, environ 50 écoles, associations et organisations internationales offrent ou projettent d'offrir des cours sur EdX. En juillet 2014, elle avait plus de 2,5 millions d'utilisateurs suivant plus de 200 cours en ligne.
Les deux universités américaines qui financent la plateforme ont investi 60 millions USD dans son développement. La plateforme France université numérique utilise la technologie openedX, soutenue par Google.